# Вейде Адам Адамович
Вейде Адам Адамович (1667, Москва, Московське царство — 7 липня 1720, Москва, Московське царство) — російський воєначальник німецького походження, генерал від інфантерії (1700), соратник Петра I.

## Біографія
Народився у Німецькій слободі у німецького офіцера, який перебував на московській військовій службі. У кінці 80-х років XVII століття вступив до «потішних військ», тоді ж познайомився з Петром I і став одним з найактивніших його соратників. У званні майора Преображенського полку взяв участь в Азовських походах. У 1697—1698 роках перебував з дипломатичними дорученнями у Пруссії, Нідерландах та Англії. У 1698 році написав «Військовий статут» — перший військовий статут в Московській державі. Із березня 1699 року — бригадир, командир Лефортовського полку.

### Північна війна
З початком Північної війни — генерал від інфантерії, командир дивізії. На чолі своєї дивізії брав участь у битві під Нарвою. Успішно командував дивізією, але опинившись в повному оточенні і у зв'язку з пораненням був змушений здатися шведам у полон.
До 1710 року перебував у шведському полоні, утримувався у Стокгольмі. У 1710 році був обміняний на шведського генерала Стромберга.
Після повернення з полону командував дивізією у Прутському поході 1711 року. Потім воював зі шведами у Фінляндії.
Помер у Москві. Похований у Санкт-Петербурзі.

## Нагороди
- Орден Андрія Первозванного (9 вересня 1714)

## Твори
- Воинский Устав, составленный и посвященный Петру Великому Генералом Вейде, в 1698 году. — СПб.: Военная типография, 1841